# Муандилмаджи, Мариус
Мариус Муандилмаджи (англ. Marius Mouandilmadji; 22 января 1998 года, Доба, Чад) — чадский футболист, играющий на позиции нападающего. Ныне выступает за португальский клуб «Порту», выступающий на правах аренды в клубе «Авеш».

## Карьера
Первой командой Мариуса был чадский клуб «Газель», откуда он перешёл в один из лидирующих камерунских клубов - «Котон Спорт», вместе с которым по итогам сезона стал чемпионом, называясь при этом в течение сезона лучшим игроком и лучшим молодым игроком чемпионата. По этой причине нападающий обратил на себя внимание европейских клубов.
18 июля 2018 года Мариус подписал четырёхлетний контракт с португальским клубом «Порту». Несмотря на то, что масс-медиа заявляли о переводе игрока в молодёжную команду, главный тренер «Порту» Сержиу Консейсау взял его с собой на сборы. 11 августа 2018 года в поединке первого тура португальского чемпионата сезона 2018/2019 Мариус дебютировал в Европе, выйдя на замену 81-й минуте в поединке против «Шавеша» вместо Венсана Абубакара и отличившись в первом матче забитым мячом на 88-й.

## Достижения
- Чемпион Камеруна по футболу: 2018